# كيم نج
كيم نج (بالإنجليزية: Kim Ng)‏ هي مدربة رياضية أمريكية، ولدت في 17 نوفمبر 1968 في نيويورك في الولايات المتحدة.